# Omar Shegewi
Omar Shegewi o Sheghewi (en árabe: عمر الشغيوي‎) (fecha de nacimiento desconocida - 1928) fue un líder de la resistencia líbia contra la colonización italiana. 
Nacido en Houn, en el distrito de Fezzan, tras ser acusado de ejecutar prisioneros de guerra italianos, después de haberles castrado, fue ejecutado por las fuerzas italianas lideradas por Rodolfo Graziani después de la Batalla de Afia.
Estuvo casado con Zuhra Ramdan Agha Al-Awji (en árabe: زهرة رمضان آغا العوجي‎), una pionera de la educación en Libia, y tuvieron tres hijos: Mohammed Shegewi, un futuro ministro de asuntos exteriores del Reino de Libia, Hassan Shegewi e Idris Shegewi.